# جزيرة ساسوه الغربية
جزيرة ساسوه الغربية هي إحدى الجزر الواقعة في أرخبيل فرسان في البحر الأحمر. تقع شمال غربي جزيرة فرسان مركز الأرخبيل، وهي جزيرة غير مأهولة بالسكان. تبلغ مساحة الجزيرة نحو 19,4 كم2 وتبعد عن الساحل بحوالي 46 ميل بحري.